# راؤول ماسياس
راؤول ماسياس (بالإسبانية: Raúl Macías)‏ (28 يوليو 1934 – 23 مارس 2009) هو ملاكم مكسيكي راحل، مثّل بلاده في الألعاب الأولمبية الصيفية 1952.

## روابط خارجية
- راؤول ماسياس على موقع IMDb (الإنجليزية)
- راؤول ماسياس على موقع قاعدة بيانات الفيلم (الإنجليزية)

راؤول ماسياس على موقع بوكس ريك (الإنجليزية) (registration required)
- راؤول ماسياس على موقع أوليمبيديا (الإنجليزية)